# Congo's Caper
Congo's Caper (戦え原始人２ ルーキーの冒険?, Tatakae Genshijin 2: Rookie no Bōken) è un videogioco a piattaforme del 1992 sviluppato e pubblicato da Data East per Super Nintendo Entertainment System.

## Modalità di gioco
Congo's Caper è un platform a scorrimento laterale ispirato a Super Mario Bros.. Sono presenti 35 livelli di gioco e un sistema di password.